# Мир-Багиров, Алтай Сеид Гусейн оглы
Алтай Сеид Гусейн оглы Мир-Багиров (азерб. Altay Seyid Hüseyn oğlu Mir Bağırov; 4 октября 1934, Баку — 2011, Баку) — советский и азербайджанский архитектор.

## Биография
В 1942-1949 годах он с отличием заканчивает среднюю общеобразовательную школу № 201 в городе Баку. Сеид  Гусейн, его отец хотел, чтобы  сын пошёл по его  стопам и стал военным и приводит его с четвёртого класса в  военную школу  имени Суворова. Однако из-за недостатка  нужных  документов он  вновь возвращается в  свою 201 школу.
Поощрения родителей вдохновили юного архитектора и он приходит  заниматься  изобразительным искусством во Дворце  Пионеров  (ныне здание Турецкого Консульства). Он  стал усиленно заниматься в кружке изобразительного искусства с 1947 по 1949 год. Его педагогом была Масума Агаева - заслуженный деятель искусства Азербайджана. Окончив успешно семилетнее образование в 1949 году он хочет поступить в Азербайджанский Государственный Художественный техникум имени Азима Азимзаде. Однако из-за отсутствия  приёма документов в том году, он подаёт свои документы в Азербайджанский Нефтяной техникум, который успешно заканчивает в 1950 году. Призыв на службу  в военные ряды  Советской  Армии  отдаляет  его  в  Сталинград (ныне Волгоград,1953-1955). Отслужив, он возвращается  на Родину со званием лейтенанта противовоздушной обороны.
Жизнь  всё больше закаляет его. Однако  любовь  к  архитектуре  не покидает его, и он подаёт документы  в  Азербайджанский Политехнический  Институт в 1956 году на факультет архитектуры. «Мечта детства осуществилась и стала ведущей линией его творчества».
Студенческие годы пролетели очень стремительно. Он блестяще защищает  свой  дипломный  проект на тему «Многоэтажный рамповый  гараж» и получает диплом  архитектора в 1962 году. По распределению на работу он едет  в Сибирь на один год, где работает архитектором в городе Новокузнецк в проектном институте «Сибирьпромпроект». После окончания срока молодой архитектор вновь возвращается в родной  Баку. В 1963-1965 годах  он руководит строительством в «Азглавэнэрго» (Дирекция строящихся ЛЭП и подстанции). В 1965 году переводом архитектор приступает к самостоятельной, обширной деятельности в азербайджанском отделении   Московского института «Созкурортпроект» с 1965 по 1992 годы.

## Творчество
Поучительная и деятельная жизнь мастера архитектуры  вплетается  своими  результатами в пути развития советского периода и развития зодчества нового времени. Из педагогов-архитекторов  и  практиков  были многогранные и талантливые  специалисты. Среди  них  Микаэль  Усейнов – народный архитектор  СССР, академик  Азербайджанской  Национальной  Академии  Наук и Гасан  Меджидов. Его  наставником  и  ведущим педагогом  был  Микаэль Усейнов. Имя и творчество этого замечательного человека прочно закрепилось в памяти А.Мир-Багирова. Фундаментальное  изучение истории и теории архитектуры,  её практики и тончайших нюансов сыграло в жизни молодого архитектора большую роль. «Он укрепил свои знания с лучших графических  образцов памятников архитектуры античной Греции, Рима, Итальянского Возрождения, Арабского Востока  и новые достижения в области зодчества». 
Работы, исполненные  А.Мир-Багировым  в студенческие годы, вызывали большой интерес как среди педагогов, так и среди  своих однокурсников. Не раз его работы  являлись образцами–пособиями на стенах кабинета архитектуры  института. В те годы в Баку  всё чаще проводились архитектурные конкурсы. Они являлись для молодых архитекторов творческими  исканиями  и решением утвердить свои возможности  и замыслы. В таких конкурсах  неоднократно участвовал и А.Мир-Багиров.
После развала СССР с 1992 по 2002 годы институт стал называться «Азеркурортпроект». С 2002 года и по 2009 год А.Мир-Багиров продолжил свою творческую деятельность главного архитектора в институте «Азериншаатлайихя», с 2004 года - начальником отдела архитектуры, а в  2008-2009 годах он был главным консультантом в области архитектуры.
Его обширное творчество охватывает значительный период деятельности, начавшийся с 60-х годов XX века и развивался по 2011 годы, являясь живой летописью развития архитектуры в различные исторические периоды текущего времени.
В нём сконцентрирован большой творческий потенциал идей и решений, заряд оптимизма на всех этапах сложного развития архитектуры, и сегодня он в числе лидеров старшего поколения общеизвестных азербайджанских архитекторов.
Большое количество запроектированных им зданий построены за рубежом и утверждены в главных институтах экспертной комиссией архитектуры данного города. Из числа таких городов можно назвать: Мары, Чарджоу, Ашхабад, Ташауз, Халачский район Туркменской Республики  и в Дагестанской  Автономной  Республике-Махачкале.
Его творчество, разностороннее по архитектурным жанрам и художественному содержанию, неиссякаемо поисками выразительного языка и стиля  архитектуры, а также центральной нитью  проходит утверждение значимых, почитаемых им традиций азербайджанской культуры. Отечественное, национальное зодчество стало для него той почвой, которая дала букет из поля самых больших соцветий цветов  лучшего  качества.
Среди работ, составляющих большое наследие для своего народа, заслуживают достойного внимания проекты построек в Азербайджане, Гяндже, Нахичевани, Сумгаите, Хырдалане, Апшероне и так далее.
Начало плодотворной архитектурной деятельности с 60-х годов  совпало с периодом масштабного строительства в Азербайджане. Тогда, в те годы, молодой архитектор активно включился в программу градостроительства как в Азербайджане, так и за её пределами. Вдохновляясь прогрессивными концепциями в мире архитектуры  и претворяя в жизнь различные по назначению проекты, он отдал  дань рационализму и логичности функционального решения, выразительной пластике объёмов и чёткой композиционной структуре.
Тематика созданных проектов Алтая Сеид Гусейн оглы  Мир-Багирова  охватывает градостроительство, учреждения – административные здания, жилые и загородные дома, офисы, культурно – просветительные комплексы (спортивные комплексы, кинотеатры, телетеатр), санатории, больницы, лечебные корпуса, учреждения отдыха и так далее. В строительстве построек зданий характерно использование новых технологических достижений  и современных строительных материалов. В композициях  сочетаются  геометрически чёткие разновеликие объёмы, частично или в целом остеклённые плоскости, выразительные балконы – эркеры, лоджии, использование плоских и скатных крыш. Все рабочие проекты  построек зданий  очень изысканны. Их отличает новизна и своеобразные решения.
«Произведения 70-90-х годов XX века отражают большой жизненный творческий поиск  мастера архитектуры. Архитектура в работах этого периода национальна, и в то же время интернациональна, потому что их питает традиция, воспринятая  автором, как постоянно обновляющееся и развивающееся начало  и взаимодействующее с достижениями  различных культур».
Малое  предприятие  «Турал» построило 17-этажный жилой дом в  2003-2004 годах. Автором  проекта был Алтай  Сеид  Гусейн  оглы  Мир-Багиров. «К  характеристике  архитектурного  облика  этого  высотного  здания   можно  отнести  прямые  углы  контура  фасадов, ленточное  остекление  этажей, лёгкость  здания  по  визуальному  восприятию, спокойные  цветовые  тона  в  сочетании   бело-оранжевых  тонов. В  ленточном  остеклении   этажей   здания   сделана   «перфорация  фасада»  (чередование  разных  по  размеру  окон), что  придаёт  зданию   и  так  достаточно  необычной  формы  ещё  большую  динамику». Этот дом находится на улице Куткашенлы 79 в городе Баку.
Осенью 2006 года началось строительство грандиозного, масштабного спортивного комплекса в районе Шамкир, которое закончилось в 2009 году. В территорию спортивного комплекса по проекту входит спортивный зал, бассейн, гостиница на 60 мест, столовая на 75 мест, спортивные площадки, стоянка для машин и одноэтажные коттеджи. Оно полностью отвечает современным требованиям архитектуры.
Один из соавторов эскиза проекта административного здания в посёлке Тюрканы является директор института «Азяриншаатлайиха» Юсиф Нагиев (2007 год) наравне с архитектором Алтаем Мир-Багировым. Проект изначально позицировался на деловое направление активного отдыха. Комплекс состоит из трёх административных зданий в форме трилистника, каждый из которых носит своё название. В центре композиции возвышается диспетчерская башня с наблюдательным пунктом, создавая возможность смотреть за направлениями и движениями малых кораблей и полётами вертолётов. Здание будет иметь полосы движения в каждую сторону и располагаться на южном берегу Каспийского моря в посёлке Тюрканы.
Целостный характер композиции военного госпиталя (2007) при Министерстве Обороны достигнут при равноценности и равнокачественности  элементов проекта архитектора  А.Мир-Багирова. Этот госпиталь находится на улице Джалиля Мамедкулизаде 3 в городе Баку.
В застройках зданий 4-х этажного, 36 квартирного и 9-этажного 81-квартирного жилых домов для инвалидов и шехидов принята реализация эффективных систем теплозащиты дома, водоснабжения, газоснабжения, электричества, вентиляции и кондиционирования. «Этот проект достойно украсит центральные улицы и магистрали в регионах Азербайджана и Апшерона».